# Коронни владения
Коронни владения или владения на Короната (на английски: Crown dependencies) са британски владения, управлявани пряко от Короната (кралската институция). Те са под неин суверенитет, но не са част от Обединеното кралство, макар че жителите са считани за негови граждани.
Включват:
- остров Ман в Ирландско море и
- Нормандските острови (Channel Islands) в пролива Ла Манш - Гърнси и Джърси.

Имат статут, подобен на статута на Британски задморски територии. Двете групи не влизат в Общността на нациите, която е свободно сдружение на бивши британски колонии.
По държавно устройство те са конституционна монархия с държавен глава британския монарх. Всяко владение от 2005 г. си има свое правителство, оглавявано от старши министър. Владенията са членове на Британско-ирландския съвет, създаден през 1999 г.